# 小前锋
小前锋（英語：Small forward），俗稱小前、第三人/三號位置（英語：the three），是篮球比赛阵容中的一个位置；傳統上以進攻得分為主要任務，強調快速推進上籃的能力。隨著各種半場進攻戰術以及三分線的發展，現今籃壇的小前鋒除了速度以外，往往還被要求具備運球突破以及長距離投射的能力。
由於強調速度多於強調力量，小前鋒通常較大前鋒靈活，而體格通常不如大前鋒壯碩。受限於人類先天的體型條件，能夠達到小前鋒技術要求的籃球運動員，很少有身高超過2米10的；以現今世界男子籃壇的一般水準而論，通常小前锋的身高介於1.96米（6呎5吋）與2.05米（6呎9吋）之间。
由於對靈活走位及外圍投射能力的要求，在現今的籃球場上，许多優秀的小前锋球员往往也可兼任得分后卫；能够兼打这两个位置的球员通常被称为「鋒衛摇摆人」。